# 샤우카트 아지즈

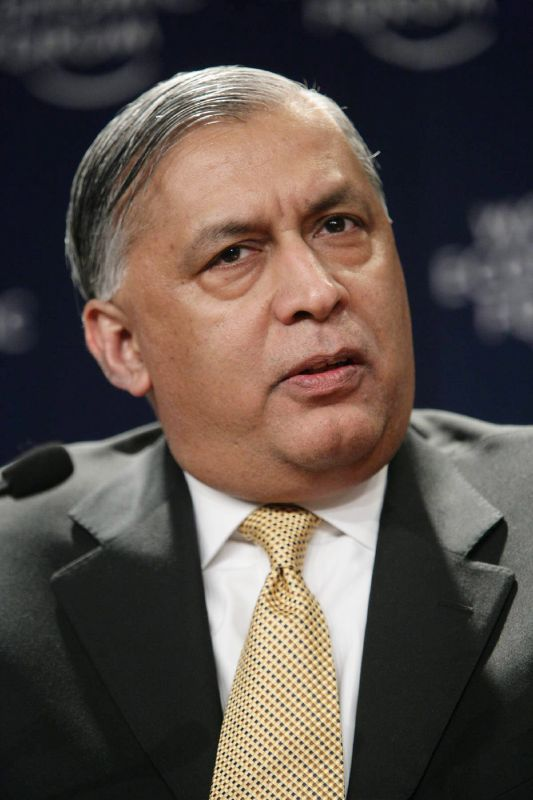
샤우카트 아지즈

샤우카트 아지즈(1949년 3월 6일 ~ ,우르두어: شوکت عزیز)는 파키스탄의 정치인이다. 샤우카트 아지즈는 1999년부터 재무장관을 맡았다. 2004년 6월 6일 자파룰라 칸 자말리 총리가 사임하자, 페르베즈 무샤라프 대통령에 의해 총리로 발탁되어, 2004년 8월 28일부터 총리직과 재무장관직을 겸임하였다. 2007년 11월 총리직과 재무장관직에서 물러났다.